# 張小燕 (臺灣)
張小燕（1948年8月11日—），台灣主持人、演員、企業家，以綜藝節目主持人著稱，人称「小燕姐」，為台灣娛樂圈的「綜藝大姐大」，在台灣電視綜藝界與張菲、胡瓜、吳宗憲合稱為「三王一后」，有「綜藝教母」之稱號。出道至今，張小燕已六次獲頒電視金鐘獎「綜藝節目主持人獎」，以及諸多其他獎項，包括「金鐘獎終身成就獎」（特別貢獻獎）。
童年时，张小燕是港台童星之一，与香港的童星萧芳芳、沈殿霞、冯宝宝、陈宝珠等齐名。張小燕1980年與貝鎮坤結婚，離異後與第二任丈夫彭國華結婚，彭國華因肝癌去世之後，張小燕退隱一陣子後復出。2014年，第25屆金曲獎追頒「特別貢獻獎」給已過世13年的彭國華，張小燕代夫領獎。2019年，張小燕獲頒第54屆金鐘獎「終身成就獎」。
張小燕在娛樂圈的資歷超過一甲子，她對於提攜演藝圈後輩不遺餘力，許多藝人由她提攜出道，如歌手張惠妹；抑或由其帶領進入主持界，如歌手庾澄慶；而陶晶瑩、黃子佼、卜學亮、曹蘭、曾寶儀、陳大天等主持人均和張小燕以師徒相稱，亦各有發展。

## 早年及背景

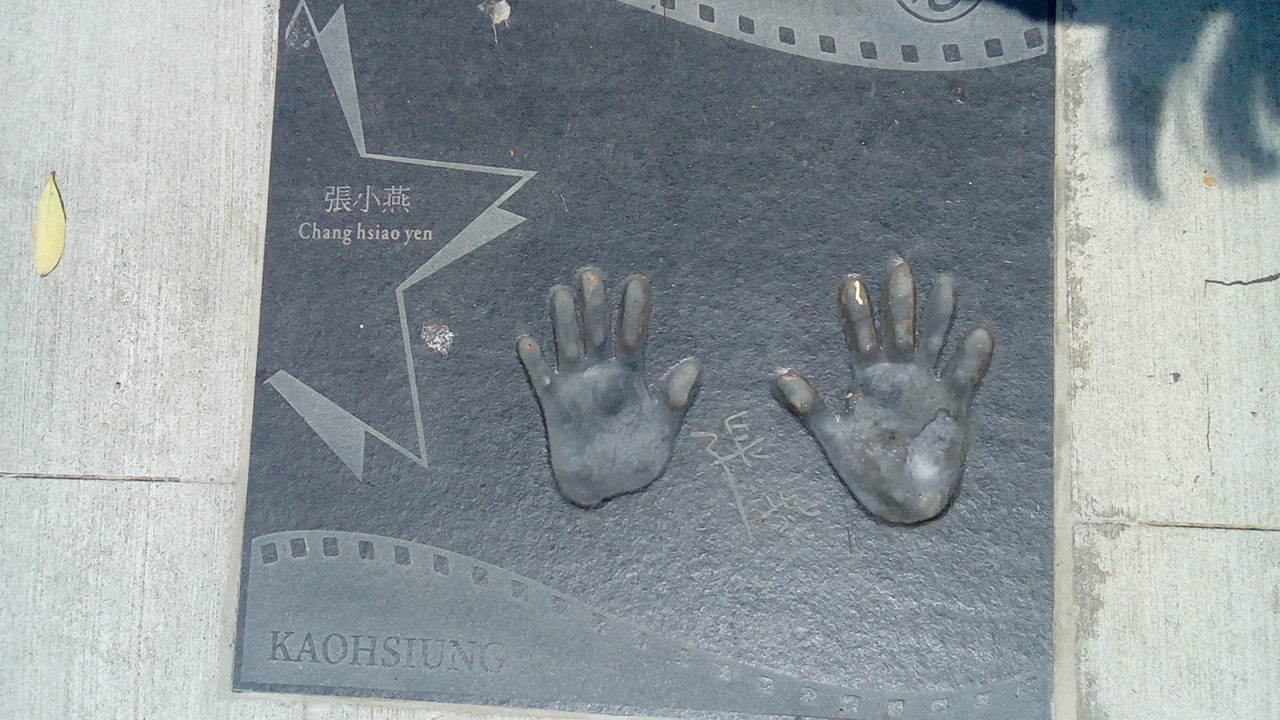
高雄愛河星光大道的張小燕手印

張小燕1948年出生於上海，籍貫福建漳州詔安客家裔，第二次國共內戰後隨雙親移民台灣。作家張愛玲為其表姨媽，其父張珍曾任臺灣省警務處新聞發言人。

## 演藝生涯

### 1953年—1993年
1953年，張小燕5歲，開始演戲。1966年，張小燕從靜修女中高中部畢業後繼續演戲，由於受到其童星形象的限制，她總是演配角（例如：與孫越一起在白嘉莉主持的台視綜藝節目《銀河璇宮》裡演出短劇或主持兒童節目）。後來，她離開台視，跳槽至華視，主導華視綜藝節目達30年。1980年代，張小燕以綜藝節目《綜藝100》連續五年入圍電視金鐘獎「綜藝節目主持人獎」，於1980年第15屆金鐘獎、1982年第17屆金鐘獎以及1983年第18屆金鐘獎三度獲得該獎項，創下個人首次二連霸紀錄，並且在第17屆金鐘獎以《今夜摘星去》同時獲得「戲劇節目女主角獎」，奪下該年度雙料大獎。
1980年，張小燕與貝鎮坤結婚；1981年，張小燕生下女兒貝怡儂。至1986年，張小燕與貝鎮坤離異。1990年，張小燕與彭國華結婚。
1993年12月10日，張小燕成立藝人經紀公司「大鵬傳播」。

### 1994年—2005年
1994年，台視與華視的週末黃金時段綜藝節目《超級星期天》開播，由張小燕和庾澄慶、吳宗憲、黃子佼和卜學亮搭檔主持；1996年起，主持陣容加入曾寶儀。該節目膾炙人口、紅極多年，而張的主持搭檔後來在演藝圈皆各有發展和表現。張小燕以此節目及其續作《快樂星期天》六度入圍電視金鐘獎「綜藝節目主持人獎」，於2000年第35屆金鐘獎和2001年第36屆金鐘獎再度二連霸獲得該獎項。
另一方面，張小燕發展其經營管理事業，除了與丈夫彭國華於1995年創辦豐華唱片，她也在1996年出任TVBS-G總監。2000年1月1日，張小燕與李四端客串《華視晚間新聞》雙主播，當時彭國華已經重病。2001年7月，彭因癌症過世，張小燕逐漸淡出主持工作，彭國華的事業全由張小燕接手，她的事業重心轉移至經營管理；同年底，張小燕出任東風衛視總監。
直到2003年4月6日，張小燕重回華視主持周日大型綜藝節目《快樂星期天》，至2004年12月，張小燕離開華視。2004年12月20日，張小燕主持的衛視中文台節目《星空新視界》首播。2005年7月，張小燕因與衛視中文台理念不合，離開衛視中文台，《星空新視界》停播；同年，張小燕的父親張珍過世。

### 2006年—2016年
2006年，張小燕獲選為Discovery頻道《台灣人物誌2》的六名主角之一。同年10月，張小燕出席華視35週年台慶酒會，為員工票選的「經典華視人」之一；同年11月，張小燕擔任第51屆亞太影展總監。2007年1月23日，張小燕與李明依出席華視「飛燕歸巢」記者會，兩人將與包小松、包小柏、黃舒駿搭檔主持華視除夕特別節目《金銀豬寶慶團圓》，此舉意味著張小燕返回華視；1月31日，張小燕回到華視，錄製華視除夕特別節目《金銀豬寶慶團圓》。2008年9月底，張小燕也回到台視主持《百萬小學堂》，開台視八點檔黃金時段播出綜藝節目的先例（開八點檔時段播綜藝節目先例者為春華主持的中視益智節目《超級金頭腦》）。
2012年8月30日，張小燕回到臺北市私立靜修高級中學領取「最傑出校友獎」，並向在場學生演講。2013年，張小燕與黃子佼以台視《紅白紅白我勝利》獲得第48屆電視金鐘獎「綜藝節目主持人獎」。2014年，張小燕出席第25屆金曲獎，代替過世的丈夫彭國華領取特別貢獻獎。2015年，張小燕以45％的得票率，第三度獲頒由媒體《讀者文摘》所主辦「最受信任的綜藝節目主持人獎」。

### 2017年—2019年
2017年，張小燕請辭飛碟電台董事長一職，但仍持有股份；同年8月，張小燕再出售豐華唱片版權及經營權，逐漸淡出事業經營。2018年3月13日，張小燕於TVBS的綜藝談話節目《小燕有約》播出最後一集後，節目停播。節目停播後，張小燕暫無主持節目，工作告一段落、暫時休息；她對此表示：「我覺得老天爺要我休息，這個圈子待久了，最習慣的事情就是節目開與停，有捨必有得吧！」張小燕自出道至此，已活躍於演藝圈66年。
2019年，張小燕獲頒第54屆電視金鐘獎「終身成就獎」。

## 個人生活
父親張珍，曾為警官。1947年來台灣後，曾任中華民國國防部康樂總隊秘書，在2005年7月過世。母親黃家瑞，出身上海名門；外祖父黃定柱，是張愛玲的舅舅，與張愛玲之母黃素瓊為龍鳳雙胞胎。1961年，張愛玲由美國到訪香港和台灣，曾與其表外甥女張小燕會面，這是張愛玲人生中唯一一次造訪台灣。
前夫為貝鎮坤，張小燕與貝鎮坤於1980年結婚，1986年兩人離婚；兩人育有一名女兒貝怡儂（其16歲即出國加拿大溫哥華唸書）。丈夫是彭國華，兩人於1990年結婚，彭因肝癌於2001年7月29日過世，享年47歲。

## 主持作品

### 電視節目
| 日期                         | 電視台                  | 節目                               | 備註 |
| ---------------------------- | ----------------------- | ---------------------------------- | --- |
| 1968年1月7日~1976年12月26日  | 台灣電視公司            | 《兒童世界》單元「小燕姐姐說故事」 | 兒童節目，台視節目部製作。1977年1月2日起改名為《愛的世界》                                                                             |
| 1971年10月17日~1976年3月21日 | 台灣電視公司            | 《日正當中》                       | 12:00~12:30 |
| 1973年2月9日~1974年2月8日    | 台灣電視公司            | 《全家福》                         | 20:00~20:30 |
| 1973年3月28日~1974年5月1日   | 台灣電視公司            | 《星星星》                         | 20:00~20:30或20:30~21:00，共58集 |
| 1973年9月8日~1977年7月15日   | 台灣電視公司            | 《安全島》                         | 21:30~22:00，侯善顯製作，以短劇介紹交通安全常識且穿插歌唱表演的公共服務節目。1977年7月8日起改名為《歡樂滿人間》並充實內容。            |
| 1974年8月3日~1975年5月31日   | 台灣電視公司            | 《金曲世界》                       | 17:50~18:30 |
| 1975年10月8日~1984年3月29日  | 台灣電視公司            | 《錦繡年華》                       | 音樂與短劇類節目。台視節目部製作。初期為劉文正主持。1976年因劉文正跳槽華視而改為孫越、張小燕主持。節目型態轉為短劇類為主。音樂為其次。 |
| 1976年9月18日~結束時間待查   | 台灣電視公司            | 《國富民樂》                       | 公共服務節目，欣欣傳播製作。初期每集15分鐘且為台視影歌星輪流主持，1977年7月3日改為每集30分鐘且改為張小燕主持。                         |
| 1977年7月5日~1977年9月8日    | 台灣電視公司            | 《小小音樂使節》                   | 音樂節目，謝美祝製作，以青少年的音樂演唱為內容。                                                                                       |
| 1978年3月19日~1979年2月24日  | 中華電視公司            | 《飛燕迎春》                       | 綜藝節目，共51集，每集60分鐘 |
| 1979年~結束時間待查          | 中華電視公司            | 《小朋友》                         | 兒童節目，第一任主持人 |
| 1979年8月18日~1981年4月18日  | 中華電視公司            | 《精打細算》                       | 每周六17:30~18:30 |
| 1979年8月26日~1984年10月21日 | 中華電視公司            | 《綜藝100》                        | 綜藝節目 |
| 1980年2月~1980年11月         | 中華電視公司            | 《智商一八〇》                     | 遊戲節目 |
| 1982年8月~1984年12月9日      | 中華電視公司            | 《大精彩》                         | 綜藝節目，共178集 |
| 1986年1月4日~1987年          | 中華電視公司            | 《電影介紹》                       | 社教節目，三一公司製作 |
| 1985年8月3日~1987年6月27日   | 中華電視公司            | 《週末派》                         | 綜藝節目 |
| 1986年3月24日~1986年12月31日 | 中華電視公司            | 《連環泡》                         | 綜藝節目 |
| 1987年7月18日~1990年         | 中華電視公司            | 《歡樂週末派》                     | 綜藝節目 |
| 1987年10月12日~1995年4月8日  | 中華電視公司            | 《頑皮家族》                       | 第一任主持人，與曹蘭搭檔，後改由何篤霖、陶晶瑩主持。                                                                                   |
| 1987年10月31日               | 中華電視公司            | 《人和年豐：李總統就職特別節目》   | 慶祝中華民國總統李登輝就職特別節目，17:00~18:30                                                                                        |
| 1988年7月9日~1990年7月15日   | 中華電視公司            | 《TV新秀爭霸站》                   | 綜藝節目 |
| 1989年7月19日~1994年7月2日   | 中華電視公司            | 《好彩頭》                         | 第一任主持人，與卜學亮搭檔 |
| 1990年4月9日~1991年2月28日   | 中華電視公司            | 《今晚有約》                       | 訪談節目，葛福鴻製作，夏迪總策劃 |
| 1990年12月5日                | 中華電視公司            | 《永遠的掌聲：演藝情深愛心晚會》   | 特別節目，20:00~22:00 |
| 1991年7月1日~1993年4月2日    | 中華電視公司            | 《綜藝萬花筒》                     | 第一任節目主持人，與陽帆搭檔主持，後改由徐乃麟 方芳芳主持。                                                                            |
| 1991年7月28日                | 中華電視公司            | 《送愛心到大陸》                   | 1991年華東水災賑災特別節目，22:10~00:50                                                                                                |
| 1991年10月31日               | 中華電視公司            | 《魅力八點二十年》                 | 華視開播20週年特別節目，回顧華視歷年八點檔連續劇                                                                                       |
| 1992年（具体时间待查）       | 卫星电视有限公司        | 《卫视中文台周年庆祝晚会》         | 卫视中文台开播一周年特别节目 |
| 1992年12月26日~1994年3月26日 | 中國電視公司            | 《娛樂星聞 小燕有約》              | 綜藝節目 |
| 1994年9月18日 ~1996年2月11日 | 台灣電視公司            | 《超級星期天》                     | 綜藝節目，後來整個節目移轉到華視。 |
| 1994年12月9日~結束時間待查   | TVBS                    | 《2100全民開講》                   | 代班主持 |
| 1995年1月8日~1995年5月26日   | TVBS                    | 《小燕一番TALK》                   | 訪談節目 |
| 1996年3月3日~2001年          | 中華電視公司            | 《超級星期天》                     | 綜藝節目，第一任節目主持人，後交棒給庾澄慶主持                                                                                         |
| 1996年6月3日~2001年3月24日   | TVBS-G                  | 《小燕WINDOW》                     | 訪談節目 |
| 2000年11月1日~2001年3月24日  | TVBS                    | 《小燕WINDOW娛樂網路》             | 訪談節目 |
| 2002年1月1日~2002年11月29日  | 東風衛視                | 《小燕有約》                       | 訪談節目 |
| 2003年4月6日~2004年          | 中華電視公司            | 《快樂星期天》                     | 第一任 第二任節目主持人，先後與 黃子佼、卜學亮、羅志祥、S.H.E 張宇 搭檔，後改由李明依 巫啟賢主持。                                     |
| 2004年12月20日~2005年7月     | 衛視中文台              | 《星空新視界》                     | 訪談節目 |
| 2007年2月17日                | 中華電視公司            | 《金銀豬寶慶團圓》                 | 2007年除夕夜特別節目 |
| 2008年10月3日~2012年3月9日   | 台灣電視公司            | 《百萬小學堂》                     | 每周五20:00~22:00 第一任主持人，後改由曾寶儀 小蝦主持                                                                                  |
| 2010年2月1日~2010年2月11日   | 台灣電視公司            | 《風雲大人物》                     | 訪談節目，共8集 |
| 2012年5月27日~2012年7月29日  | 台灣電視公司            | 《紅白紅白我勝利》                 | 每周日20:00~22:00 |
| 2012年8月5日~2012年8月19日   | 台灣電視公司            | 《綜藝十八班》                     | 每周日20:00~22:00 |
| 2012年8月26日~2013年5月19日  | 台灣電視公司            | 《百萬大明星》                     | 每周日20:00~22:00 |
| 2013年5月26日~2015年4月12日  | 台灣電視公司            | 《Super Star 我要當歌手》          | 每周日20:00~22:00 |
| 2015年4月19日~2015年12月6日  | 台灣電視公司            | 《Super Star 我要當歌手2》         | 每周日20:00~22:00 |
| 2016年4月3日~2016年6月26日   | 台灣電視公司            | 《瘋狂開心果》                     | 每周日20:00~22:00 |
| 2014年12月13日~2015年3月7日  | 台灣電視公司            | 《女王的密室》                     | 每周六20:00~22:00 |
| 2015年3月14日~2015年12月12日 | 台灣電視公司            | 《萬萬沒想到－女王的密室第貳彈》   | 每周六20:00~22:00 |
| 2015年12月19日~2016年4月30日 | 台灣電視公司            | 《女王的密室3》                    | 每周六20:00~22:00 |
| 2016年5月7日~2016年11月5日   | 台灣電視公司            | 《奇幻島》                         | 每周六20:00~22:00 |
| 2010年8月2日~2017年1月2日    | 中天綜合台、 中天娛樂台 | 《SS小燕之夜》                     | 訪談節目，每周一至周五21:00~22:00 |
| 2017年7月1日~2017年9月23日   | 中國電視公司            | 《K歌大明星》                      | 每周六20:00~22:00 |
| 2017年10月28日               | 中國電視公司            | 《希望之星》                       | 代班主持（與Lulu搭檔） 每周六20:00~22:00                                                                                               |
| 2017年3月6日～2018年3月13日  | TVBS                    | 《小燕有約》                       | 每周一至周五23:00~24:00 |

### 除夕特別節目
| 日期          | 電視台       | 節目                         | 備註               |
| ------------- | ------------ | ---------------------------- | ------------------ |
| 2010年2月13日 | 台灣電視公司 | 《2010超級巨星紅白藝能大賞》 | 2010年除夕特別節目 |
| 2011年2月2日  | 台灣電視公司 | 《2011超級巨星紅白藝能大賞》 | 2011年除夕特別節目 |
| 2012年1月22日 | 台灣電視公司 | 《2012超級巨星紅白藝能大賞》 | 2012年除夕特別節目 |
| 2013年2月9日  | 台灣電視公司 | 《2013超級巨星紅白藝能大賞》 | 2013年除夕特別節目 |
| 2014年1月30日 | 台灣電視公司 | 《2014超級巨星紅白藝能大賞》 | 2014年除夕特別節目 |
| 2015年2月18日 | 台灣電視公司 | 《2015超級巨星紅白藝能大賞》 | 2015年除夕特別節目 |
| 2016年2月7日  | 台灣電視公司 | 《2016超級巨星紅白藝能大賞》 | 2016年除夕特別節目 |
| 2017年1月27日 | 台灣電視公司 | 《2017超級巨星紅白藝能大賞》 | 2017年除夕特別節目 |

### 廣播節目
| 頻道       | 節目                     |
| 中廣流行網 | 《小燕有約》             |
| 飛碟電台   | 《陶子晚報》（代班主持） |
| 飛碟電台   | 《小燕有約》             |
| 飛碟電台   | 《飛碟晚餐－小燕有約》   |
| 飛碟電台   | 《空中愛閱家》           |

### 頒獎典禮

#### 金曲獎
| 年份   | 節目                 | 頻道     | 備註               |
| ------ | -------------------- | -------- | ------------------ |
| 1998年 | 第9屆金曲獎頒獎典禮  | TVBS-G   | 搭檔陶晶瑩         |
| 1999年 | 第10屆金曲獎頒獎典禮 | TVBS-G   | 搭檔陶晶瑩         |
| 2000年 | 第11屆金曲獎頒獎典禮 | TVBS-G   | 搭檔陶晶瑩         |
| 2002年 | 第13屆金曲獎頒獎典禮 | 東風衛視 | 搭檔陶晶瑩、卜學亮 |

#### 金鐘獎
| 年份   | 節目                 | 頻道 | 備註                                     |
| ------ | -------------------- | ---- | ---------------------------------------- |
| 1980年 | 第15屆金鐘獎頒獎典禮 | 華視 | 搭檔銀霞、張琍敏、陶大偉、包國良、李寶淦 |
| 1984年 | 第19屆金鐘獎頒獎典禮 | 台視 | 搭檔田文仲                               |
| 1986年 | 第21屆金鐘獎頒獎典禮 | 華視 | 搭檔陳明峰                               |
| 1989年 | 第24屆金鐘獎頒獎典禮 | 華視 | 搭檔寇紹恩                               |

#### 金馬獎
| 年份   | 節目                 | 頻道             | 備註       |
| ------ | -------------------- | ---------------- | ---------- |
| 1986年 | 第23屆金馬獎頒獎典禮 | 中視             | 搭檔曾志偉 |
| 1987年 | 第24屆金馬獎頒獎典禮 | 華視             | 搭檔陶大偉 |
| 1990年 | 第27屆金馬獎頒獎典禮 | 華視             | 搭檔黃霑   |
| 1992年 | 第29屆金馬獎頒獎典禮 | 中視             | 搭檔鄭丹瑞 |
| 1995年 | 第32屆金馬獎頒獎典禮 | 中視、衛視中文台 | 搭檔張艾嘉 |

#### 金嗓獎
| 年份   | 節目                 | 頻道 | 備註 |
| ------ | -------------------- | ---- | ---- |
| 1978年 | 第一屆金嗓獎頒獎典禮 | 華視 |      |

## 演出作品

### 電影
| 年代   | 片名                                 | 角色         | 主演           | 備註 |
| 1955年 | 《聖女媽祖傳（媽祖收妖）》           | 童年：林默娘 | 童年：媽祖     | |
| 1956年 | 《關山行》                           | 小玲         | 乘客任太太之女 | |
| 1958年 | 《歸來》                             |              |                | |
| 1958年 | 《苦女尋親記》                       | 黃小燕       | 孤女           | |
| 1959年 | 《姊妹花》                           |              |                | 香港電懋以旗下影星丁皓交換臺灣童星張小燕拍攝《姊妹花》一片，此片於後榮獲亞洲影展最佳童星獎獎項。                                 |
| 1960年 | 《天倫淚》                           |              |                | |
| 1961年 | 《痴情》                             |              |                | |
| 1961年 | 《宜室宜家》（英文：Under One Roof） |              |                | |
| 1964年 | 《七仙女（續集）》                   | 董永         | 七仙女的丈夫   | （國語，黃梅調歌唱古裝劇）－飾：董永。導演：梁哲夫，監製：賴國財。主要演員：張小燕、柳青、林璣、李冠章、戽斗。台聯影業公司發行。 |
| 1964年 | 《七仙女（完結篇）》                 | 董永         | 七仙女的丈夫   | 黃梅調國語古裝片，導演：梁哲夫。                                                                                                 |
| 1965年 | 《鳳鳳》                             |              |                | |
| 1965年 | 《意難忘》                           |              |                | |
| 1965年 | 《我們六個》                         |              |                | |
| 1965年 | 《村姑淚》                           |              |                | |
| 1966年 | 《浪淘沙》                           |              |                | |
| 1966年 | 《故鄉劫》                           | 陳桃         |                | |
| 1967年 | 《悲歡歲月》                         |              |                | |
| 1967年 | 《梨山春曉》                         |              |                | |
| 1967年 | 《苔痕》                             |              |                | |
| 1967年 | 《家家戶戶》                         |              |                | |
| 1967年 | 《挑女婿》                           |              |                | |
| 1968年 | 《少女心》                           |              |                | |
| 1968年 | 《過關》                             |              |                | |
| 1969年 | 《南刀北劍》                         |              |                | |
| 1969年 | 《劍中之王》                         |              |                | |
| 1969年 | 《丈夫與我》                         |              |                | |
| 1969年 | 《新娘與我》                         |              |                | |
| 1969年 | 《福祿壽》                           |              |                | |
| 1970年 | 《家在台北》                         | 夏之霞       |                | 此片榮獲第8屆金馬獎最佳劇情片獎                                                                                                  |
| 1970年 | 《重慶一號》                         |              |                | |
| 1970年 | 《馬家溝》                           |              |                | |
| 1970年 | 《路客與刀客》                       |              |                | |
| 1970年 | 《雪路血路》                         | 袁則玉       |                | |
| 1973年 | 《13個半房客》                       |              |                | |
| 1976年 | 《君子好逑》                         |              |                | |
| 1978年 | 《雞飛狗跳牆》                       |              |                | |
| 1978年 | 《白雲長在天》                       |              |                | |
| 1978年 | 《楓林小雨》                         |              |                | |
| 1979年 | 《錦標》                             |              |                | |
| 1981年 | 《中國女兵》                         |              |                | |
| 1983年 | 《台上台下》                         |              |                | |
| 1985年 | 《老少江湖》                         |              |                | |
| 1987年 | 《大頭兵》                           | 張燕燕       |                | |
| 1988年 | 《丑探七個半》                       | 咪咪貓       |                | |
| 2009年 | 《愛到底》                           | 大賣場顧客   |                | |
| 2011年 | 《幸福額度》                         | 郭英英       |                | |

### 電視劇
| 日期                       | 頻道                | 劇名                    | 角色   | 備註                                             |
| 1970年                     | 台視                | 《清宮殘夢》            | 秋瑾   |                                                  |
| 1971年                     | 台視                | 《廢園舊事》            |        |                                                  |
| 1971年                     | 台視                | 《七色橋》              | 穆次莉 |                                                  |
| 1972年                     | 台視                | 《蔣桂琴的故事》        | 蔣桂琴 | 主演（根據真實故事改編）                         |
| 1973年                     | 台視                | 《悅來客棧》            | 小翠   |                                                  |
| 1974年                     | 台視                | 《台視劇場─吾愛吾師》   |        |                                                  |
| 1974年                     | 台視                | 《宋宮祕史》            | 寇珠   |                                                  |
| 1975年                     | 台視                | 《朵朵浪花》            | 季湘雨 |                                                  |
| 1976年                     | 台視                | 《歡喜人家》            |        | 與勾峰聯合主演                                   |
|                            | 台視                | 《玫瑰、山茶、野菊花》  | 窮山茶 | 華真真飾演女玫瑰，李虹飾演野菊花，馮海飾演男主角 |
| 1976年                     | 台視                | 《周三劇場─夜》         | 葉娟娟 |                                                  |
| 1976年                     | 台視                | 《周三劇場─蝶園驚夢》   | 季月華 |                                                  |
| 1976年                     | 台視                | 《周三劇場─圓房》       | 婉娟   |                                                  |
| 1976年                     | 台視                | 《周三劇場─迷情》       | 雅琴   |                                                  |
| 1976年                     | 台視                | 《周三劇場─王家客棧》   | 王招弟 |                                                  |
| 1976年                     | 台視                | 《周三劇場─巧家酒坊》   | 小珍珠 |                                                  |
| 1976年                     | 台視                | 《周三劇場─別怕！表妹》 | 丁安琪 |                                                  |
| 1976年                     | 台視                | 《周三劇場─野店》       | 虎妞   |                                                  |
| 1976年                     | 台視                | 《周三劇場─狼女》       | 狼女   |                                                  |
| 1976年                     | 《周三劇場─朱家鎮》 | 小翠                    |        |                                                  |
| 1980年1月4日～1980年7月5日 | 華視                | 《江南遊》              |        | 共148集                                          |
| 1981年9月6日               | 華視                | 《華視劇展—今夜摘星去》 | 藍蘭   | 與李立群合演，獲金鐘獎                           |

### 舞台劇
| 年代   | 名稱       | 節目                       |
| 2003年 | 表演工作坊 | 《在那遙遠的星球，一粒沙》 |

## 音樂作品

### 單曲
- 在1982年華視綜藝節目《臨風高歌》中，張小燕與高凌風合唱〈只愛我一個〉。
- 在華視綜藝節目《綜藝100》每一集的結尾，張小燕用她的五音不全的嗓音唱〈再見歌〉。
- 在1985年由飛碟唱片發行的陶大偉《'85專輯》中，張小燕與陶大偉合唱〈溫暖的家〉與〈歡喜冤家〉。
- 在中視綜藝節目《娛樂星聞 小燕有約》每一集的結尾，張小燕唱：「輕輕、一聲再見，願你、歡笑永遠。」

### 兒童故事唱片
- 《小蝸牛的故事》，歌林唱片發行，編號KL-8002

## 獎項紀錄

### 亞洲影展
| 年份   | 頒獎典禮       | 得獎作品       | 獎項名稱       | 結果 |
| 1958年 | 第五屆亞洲影展 | 《歸來》       | 最佳童星特別獎 | 獲獎 |
| 1959年 | 第六屆亞洲影展 | 《苦女尋親記》 | 最佳童星獎     | 獲獎 |
| 1960年 | 第七屆亞洲影展 | 《天倫淚》     | 最佳童星獎     | 獲獎 |

### 金鐘獎
| 年份   | 頒獎典禮     | 得獎作品           | 獎項名稱         | 結果 |
| 1980年 | 第15屆金鐘獎 | 《綜藝100》        | 綜藝節目主持人獎 | 獲獎 |
| 1981年 | 第16屆金鐘獎 | 《綜藝100》        | 綜藝節目主持人獎 | 提名 |
| 1982年 | 第17屆金鐘獎 | 《綜藝100》        | 綜藝節目主持人獎 | 獲獎 |
| 1982年 | 第17屆金鐘獎 | 《今夜摘星去》     | 最佳女演員獎     | 獲獎 |
| 1983年 | 第18屆金鐘獎 | 《綜藝100》        | 綜藝節目主持人獎 | 獲獎 |
| 1984年 | 第19屆金鐘獎 | 《綜藝100》        | 綜藝節目主持人獎 | 提名 |
| 1988年 | 第23屆金鐘獎 | 《歡樂周末派》     | 綜藝節目主持人獎 | 提名 |
| 1989年 | 第24屆金鐘獎 | 《頑皮家族》       | 綜藝節目主持人獎 | 提名 |
| 1992年 | 第27屆金鐘獎 | 《綜藝萬花筒》     | 綜藝節目主持人獎 | 提名 |
| 1995年 | 第30屆金鐘獎 | 《超級星期天》     | 綜藝節目主持人獎 | 提名 |
| 1997年 | 第32屆金鐘獎 | 《超級星期天》     | 綜藝節目主持人獎 | 提名 |
| 1999年 | 第34屆金鐘獎 | 《超級星期天》     | 綜藝節目主持人獎 | 提名 |
| 2000年 | 第35屆金鐘獎 | 《超級星期天》     | 綜藝節目主持人獎 | 獲獎 |
| 2001年 | 第36屆金鐘獎 | 《超級星期天》     | 綜藝節目主持人獎 | 獲獎 |
| 2004年 | 第39屆金鐘獎 | 《超級星期天》     | 綜藝節目主持人獎 | 提名 |
| 2011年 | 第46屆金鐘獎 | 《百萬小學堂》     | 綜藝節目主持人獎 | 提名 |
| 2013年 | 第48屆金鐘獎 | 《紅白紅白我勝利》 | 綜藝節目主持人獎 | 獲獎 |
| 2014年 | 第49屆金鐘獎 | 《SS小燕之夜》     | 綜合節目主持人獎 | 提名 |
| 2019年 | 第54屆金鐘獎 | 不適用             | 終身成就獎       | 獲獎 |

### 其他
| 年份   | 獎項名稱                                           | 結果 |
| 1997年 | 「菁鑽大獎」                                       | 獲獎 |
|        | 國稅局 納稅楷模獎                                  | 獲獎 |
| 2015年 | 《讀者文摘》最受信任綜藝節目主持人獎（第三度獲獎） | 獲獎 |

## 外部連結
- 張小燕(官方)的Facebook專頁
- 張小燕在互联网电影资料库（IMDb）上的資料（英文）
- 張小燕在香港影庫上的簡介
- 張小燕在时光网上的簡介（简体中文）
- 張小燕在豆瓣上的资料（简体中文）